# San Martino Valle Caudina
San Martino Valle Caudina è un comune italiano di 4 739 abitanti della provincia di Avellino in Campania.

## Geografia fisica
È situato ai piedi del monte Pizzone e del monte Teano, facenti parte dei monti del Partenio. Ha un'altezza sul livello del mare che varia da 197 m a 1525 m.
Il territorio di San Martino Valle Caudina è caratterizzato da fertili terreni a valle del paese e una rigogliosa vegetazione a nord con fitti castagneti e faggeti.

## Storia

### Le origini
Per l'età romana e i primi secoli dell'Alto Medioevo (fase gotica, bizantina, ducato longobardo di Benevento), il territorio di San Martino risulta legato all'antica città di Caudium.

### L'alto Medioevo
Dei primi riferimenti impliciti a San Martino si hanno al tempo dei Santi Palerio, Vescovo di Telesia ed Equizio, suo diacono. Siamo nel IX secolo e le incursioni saracene rendono difficile la vita nel territorio del Principato di Benevento. In seguito all'assedio e alla rovina di Telesia, i due religiosi fuggirono  "per andarsi a ricoverare ne’ Monti Irpini". Il culto di questi santi è ancora attivo a San Martino, anche se le reliquie subirono una sorte particolare: dimenticate per secoli, vennero ritrovate solo il 17 dicembre 1163 da tale Maraldo, forse un notaio.

### L'età Normanno-Sveva
Dei riferimenti certi a San Martino Valle Caudina si hanno nel Catalogus Baronum, un elenco dei baroni del Regno di Sicilia fatto realizzare da Ruggero II nel XII secolo. In questo testo è scritto che il feudo venne tenuto dal conte Gionata di Carinola, un discendente della dinastia Drengot, insieme alla vicina Airola e a Conza della Campania.
A Gionata segue il figlio Riccardo, erede anche dei feudi di Carinola e Conza.
In età sveva, San Martino risulta feudo di Marino da Eboli, stretto collaboratore dell'Imperatore Federico II. Nel 1253, però, partecipa a una congiura contro Manfredi di Svevia, figlio ed erede di Federico II. Scoperto da Manfredi, Marino da Eboli viene imprigionato a Castel del Monte e accecato insieme al figlio.
Il feudo passa quindi a Corrado Capece, fedelissimo di Manfredi.

### Gli Angioini e i Della Leonessa
Con la sconfitta di Manfredi di Svevia a Benevento (1266), San Martino torna alla famiglia di Marino da Eboli, nella persona di sua figlia Zaffridina, e del marito di lei, Tommaso di Aquino.
I Della Leonessa, entrati in possesso di diversi feudi della Valle Caudina (Montesarchio 1270, Airola 1291-92), per volontà dei Re angioini, acquistano il castello di San Martino con il suo territorio il 19 gennaio 1343.
La discendenza della famiglia della Leonessa continuò fino al 1797 con Giuseppe Maria, duca di San Martino. Estinto il ramo maschile il titolo passò per filiazione femminile ai Ruffo e con Carolina Ruffo ai Pignatelli principi di Monteroduni. Il titolo è oggi conservato nella persona del duca Giovanni Pignatelli della Leonessa, attuale proprietario del castello intorno al quale si formò il borgo medioevale.

### Famiglia Del Balzo (de Baux)
Caterina de Bauciis (del Balzo) acquisì la Terra di San Martino dopo la morte del marito Guglielmo Scotto che la portò come dote nel (1341).

### Famiglia Del Balzo

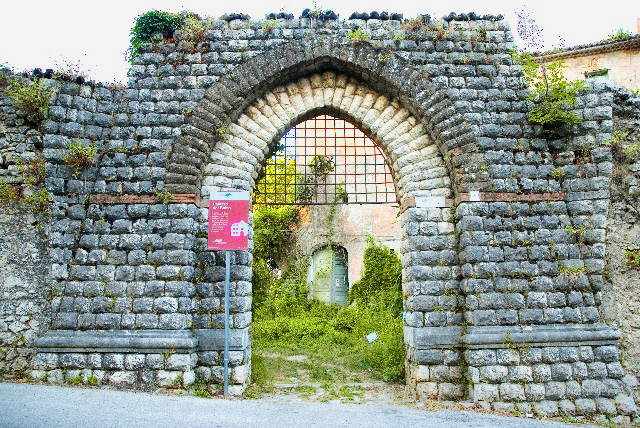
Palazzo Cenci Bolognetti - Del Balzo

Erano baroni del suffeudo La Mensa per concessione di Fabio Maria della Leonessa, duca di San Martino e principe di Sepino, padrone di Ceppaloni, Roccabascerana e Terranova Fossaceca.
Nel 1860 Francesco Del Balzo fu nominato sindaco di San Martino da Francesco De Sanctis. Il figlio, Carlo del Balzo (1853-1908), fu scrittore, giornalista e deputato; scrisse vari romanzi tra cui: Napoli e i Napoletani, Parigi e i parigini (che ottenne un'accoglienza favorevole anche da Benedetto Croce); fu amico di Giovanni Verga e Matilde Serao. Pubblicò dieci romanzi documento e ben quindici volumi sul tema "Poesie di mille autori intorno a Dante Alighieri".
Girolamo Beltramo Del Balzo fu sindaco di San Martino, eletto deputato di Avellino e Baiano nel 1873 (XV Legislatura) sconfiggendo De Sanctis. Fu Cavaliere dell'Ordine della Corona d'Italia e dell'Ordine dei Santi Maurizio e Lazzaro.

### Famiglia Imbriani
Matteo Renato Imbriani figlio del letterato Paolo Emilio (1808 - 1877), nacque a Napoli il 28 novembre 1843. Venne eletto deputato nelle elezioni del 1897 dopo aver superato in ballottaggio il candidato Alessandro Modestino. Ritornò alla Camera nel 1900 come deputato del collegio di Jesi e ne uscì definitivamente nel 1904 dopo la caduta del suo collegio. La sua presenza fu incisiva nelle scelte dell'estrema sinistra. Morì a San Martino nella sua amatissima "Casa Giulia" il 12 settembre 1901.

### Simboli
Lo stemma e il gonfalone sono stati concessi con DPR del 23 novembre 1998.
Il gonfalone è un drappo rettangolare di colore verde.
In precedenza il comune utilizzava ufficiosamente uno stemma che rappresentava un guerriero armato, su un cavallo passante, che si potrebbe identificare con Giovanni della Leonessa, figlio di Errico e Guglielma Cantelmo, che nel 1343, comprò la terra di San Martino dalla regina Sancia pagando 800 once. Il gonfalone era un drappo interzato in fascia di verde, di bianco e di rosso.

## Monumenti e luoghi d'interesse

### Architetture religiose

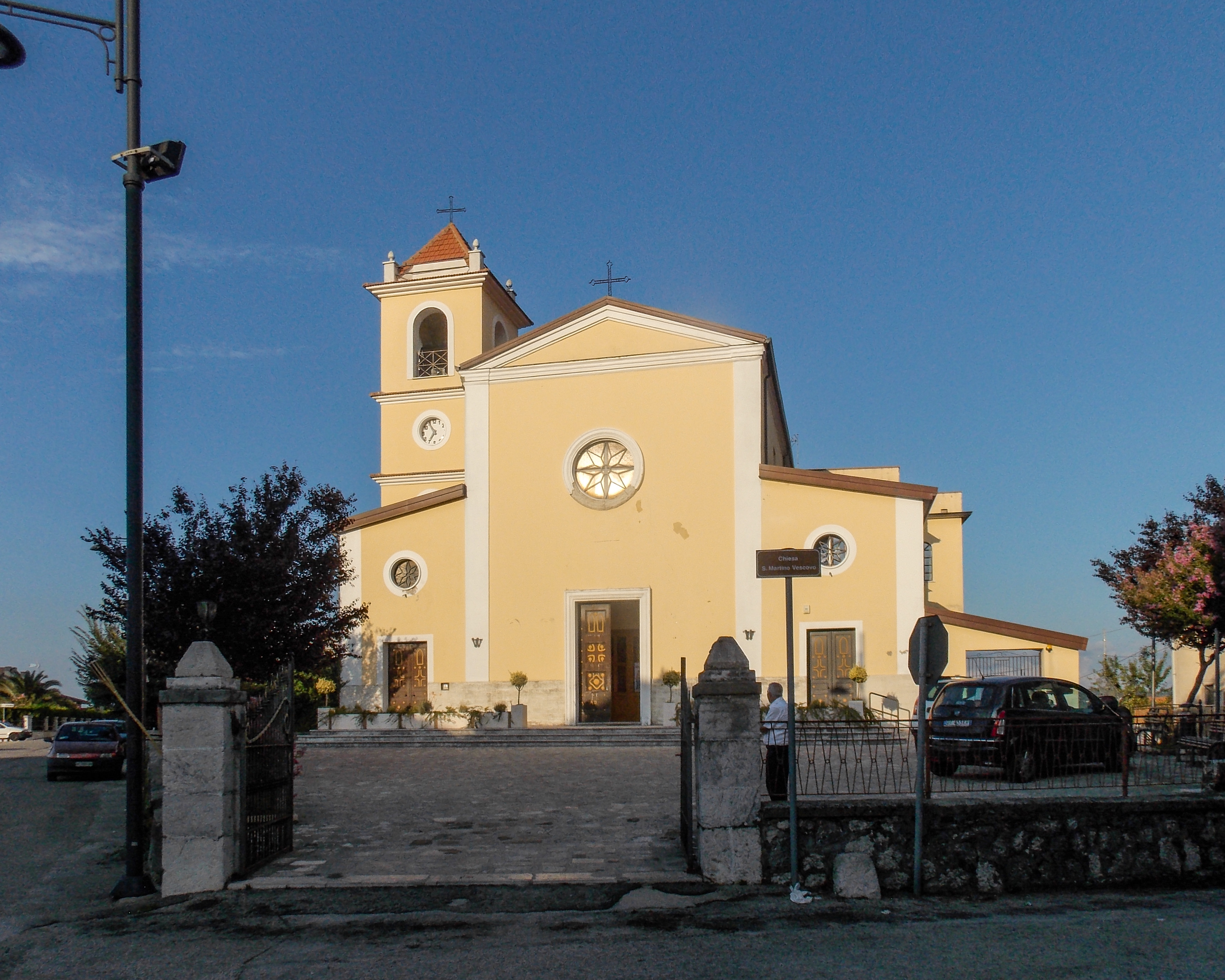
Chiesa di San Martino Vescovo

- Chiesa di San Giovanni Battista, dove sono custodite le reliquie dei Santi Palerio ed Equizio.
- Chiesa di San Martino Vescovo
- Convento e Chiesa di Santa Caterina, la cui prima notizia è del 1408. Inizialmente era monastero dei Monaci della Congregazione Benedettina di Montevergine; nel 1722 fu donato ai Francescani da Benedetto XIII. Nel 1729 vi alloggiò lo stesso Papa che da Benevento tornava a Roma.

### Architetture civili
- Palazzo Ducale del XVII secolo, attualmente utilizzato per ricevimenti e convegni.
- Palazzo Cenci Bolognetti (precedentemente del Balzo), dimora di Francesco Del Balzo e Girolamo Beltramo Del Balzo.
- Casa Giulia, dimora di Matteo Renato Imbriani fa parte dei Giardini e parchi storici (L. 1089/1939).

### Architetture militari

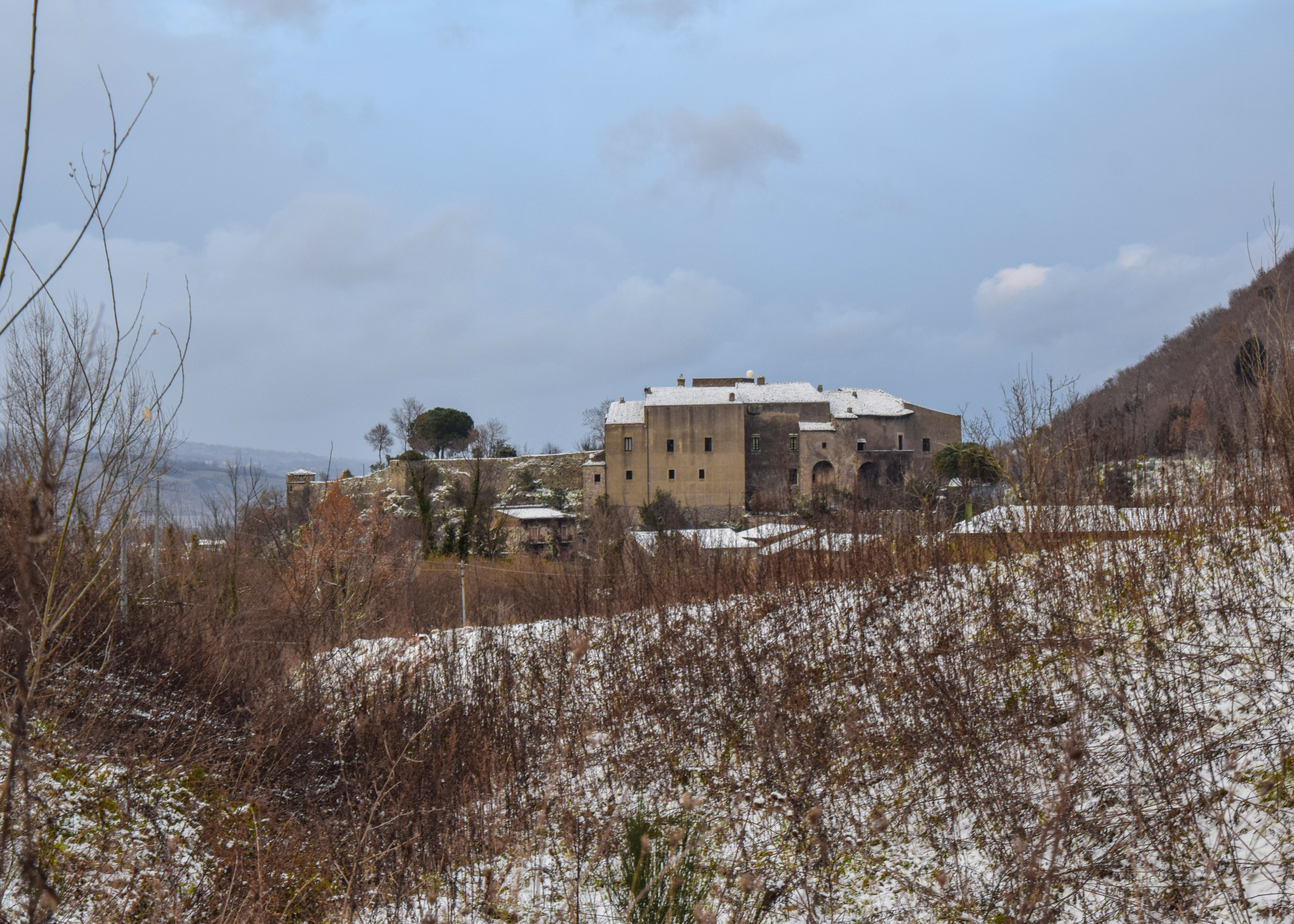
Il castello innevato

- Castello Pignatelli della Leonessa

Il castello medievale sovrasta il centro storico del paese. Il suo impianto è normanno, ma le sue origini potrebbero essere altomedievali. La costruzione è stata molto modificata ed arricchita durante il XVII e il XVIII secolo. Interessanti il salone affrescato con le gesta della famiglia della Leonessa, il mobilio d'epoca, i resti del sistema di difesa bassomedievale e l'orto-giardino.

### Altro
- Obelisco di Piazza Santa Maria
- Fontana del Salvatore
- Fontanelle
- Monumento ai Caduti, opera realizzata da Carmine Lengua 1989

### Aree naturali
- Mafariello, località meta di molti turisti nei mesi estivi, grazie alla fonte di acqua oligominerale e un'ampia area adibita per pic nic
- Percorso lungo il torrente Caudino
- Sentiero Italia

## Società

### Evoluzione demografica
Abitanti censiti

### Etnie e minoranze straniere
Al 31 dicembre 2016 nel territorio di San Martino Valle Caudina risultano residenti 122 cittadini stranieri. Le comunità più estese sono quelle di:
- Romania 43
- Ucraina 32
- Bulgaria 13

fonte Istat

## Cultura

### Musei
- Galleria Civica di Arte Contemporanea, ospitata nel palazzo municipale.

### Cinema
In Piazza XX Settembre sono state girate alcune scene de L'uomo in più di Paolo Sorrentino. Nel backstage del DVD in commercio si vede la scena del ritorno ad un concerto di piazza, quasi deserto, da parte del protagonista (Toni Servillo), e ci sono inquadrature di persone di San Martino.
Nel 1974 nel cinema Cavaccini sono state fatte alcune riprese del film Permettete signora che ami vostra figlia? di Gian Luigi Polidoro con Ugo Tognazzi.

### Musica
San Martino è menzionata nel testo di Attento Joe di Edoardo Bennato.
Lucio Dalla vi ha cantato in anteprima mondiale Caruso, durante la rassegna San Martino Arte 1986.

### Cucina
- Tarallo di San Palerio: tarallo dolce che si tramanda da secoli nella frazione dove furono ritrovate le reliquie dei santi.
- Gnocchi: è usanza che nel giorno del Santo Patrono si mangi questa pietanza e venga offerta dopo la processione.

## Geografia antropica

### Frazioni, località e altri toponimi
Il comune ha come unica frazione Tufara Valle, divisa con altri quattro comuni. L'Istituto nazionale di statistica riconosce, in aggiunta al centro abitato principale e a quello di Tufara Valle, quelli di Crocevia-Innocenzi e Stazione di San Martino Valle Caudina; nonché i nuclei abitati di Campanino, Casadami, Clementi, Iardino, Mancini, Masseria Teti, Poeti, Quercino, Sferracavallo, Tedeschi e Vitaliani.

## Infrastrutture e trasporti
Il comune è servito dalla stazione di San Martino Valle Caudina-Montesarchio-Pannarano, sulla ferrovia Benevento-Cancello; ed è attraversato dalla strada statale 374 di Summonte e di Montevergine.

## Amministrazione

### Altre informazioni amministrative
Il comune fa parte della Comunità montana Partenio - Vallo di Lauro e del Parco regionale del Partenio.
Di seguito è presentata una tabella relativa alle amministrazioni che si sono succedute in questo comune.
| Periodo | Periodo   | Primo cittadino      | Partito                     | Carica  | Note |
| ------- | --------- | -------------------- | --------------------------- | ------- | ---- |
| 1985    | 1990      | Luigi Tullio Capuano | Democrazia Cristiana        | Sindaco |      |
| 1990    | 1993      | Virginio Villanova   | Partito Socialista Italiano | Sindaco |      |
| 1993    | 1993      | Raffaele Cannizzaro  | commissario prefettizio     | Sindaco |      |
| 1993    | 1997      | Salvatore La Pietra  | Partito Popolare Italiano   | Sindaco |      |
| 1997    | 2001      | Francesco Cocozza    | Partito Popolare Italiano   | Sindaco |      |
| 2001    | 2006      | Francesco Cocozza    | Partito Popolare Italiano   | Sindaco |      |
| 2006    | 2011      | Pasquale Ricci       | Partito Democratico         | Sindaco |      |
| 2011    | 2016      | Pasquale Ricci       | Partito Democratico         | Sindaco |      |
| 2016    | 2021      | Pasquale Pisano      | Lista civica                | Sindaco |      |
| 2021    | in carica | Pasquale Pisano      | Lista civica                | Sindaco |      |

### San Martino Valle Caudina
- Aniello Troiano, La Valle Caudina nel Medioevo, Homo Scrivens, Napoli, 2018
- Costantino Fucci, San Martino di Valle Caudina, dalle origini al 1860 (1927)
- Luigi Barionovi, Il borgo medioevale di San Martino Valle Caudina nel Settecento attraverso il catasto onciario
- Costantino Fucci, Saggio di folclore caudino; i canti popolari di San Martino Valle Caudina (1933)
- Costantino Fucci, L'arte popolare medica di San Martino Valle Caudina (1934)
- Costantino Fucci, San Martino di Valle Caudina nella storia e nella cronaca (1935)
- Gianni Raviele, San Martino Valle Caudina: gli anni della "politica redenzione". Cronistoria del brigantaggio 1860-1864
- Gianni Raviele, Le ore nere, 1943-1946: cronistoria di una speranza in un paese del Sud (1979)
- Gianni Raviele, Il Paese di Marcoffe (1985).
- Gianni Raviele, L'uva matura, Sellino Editore (2007).
- Mario Cresci, Uno sguardo tra gli altri: San Martino Valle Caudina (1984)
- Mimmo Jodice, Qui come altrove: San Martino Valle Caudina (1985) introduzione di Gianni Raviele
- Vincenzo Napolitano, I castelli della Valle Caudina: Airola, Cervinara, Montesarchio, San Martino (1989)
- Andrzej Dróżdż, Gli Amanti della giustizia. Un parroco giacobino e la sua biblioteca nella società napoletana del XVIII secolo, a cura dell'Ente Provincia di Avellino e del Comune di San Martino Valle Caudina (1999) On line: http://mbc.malopolska.pl/dlibra/doccontent?id=82003&dirids=1
- Andrzej Dróżdż, Książki i rewolucja. Ks. Antonio Marini - neapolitański jakobin i jego biblioteka, Wydawnictwo Naukowe AP, Kraków 2004
- Raffaele Lauro, Lucio Dalla e San Martino Valle Caudina - Negli occhi e nel cuore, GoldenGate Edizioni 2016

### Santi Palerio ed Equizio
- Costantino Fucci, I Santi Palerio ed Equizio in San Martino Valle Caudina (1926)
- Mons. Ugo della Camera, Nota pastorale di S.E. Carlo Minchiatti arcivescovo di Benevento; Ugo della Camera in occasione della ricognizione dei resti dei Santi Palerio ed Equizio avvenuta il 5 marzo 1990 (1990)
- Mons. Pasquale Maria Mainolfi, Testimoni del Vangelo in Terra Caudina: I Santi Palerio ed Equizio a San Martino Valle Caudina (2005)